# 1953
1953. је била проста година.

## Догађаји

### Јануар
- 7. јануар — Председник САД Хари Труман је објавио да је у САД израђена хидрогенска бомба.
- 10. јануар — Де Хевиланд Комета, први путнички млазни авион, распао се у ваздуху изнад Тиренског мора услед замора материјала.
- 13. јануар — Скупштина Југославије изгласала Уставни закон 1953. којим је уведено друштвено власништво и самоуправљање произвођача.
- 20. јануар — Двајт Ајзенхауер инаугурисан за 34. председника САД.

### Фебруар
- 11. фебруар — Председник САД Двајт Ајзенхауер је одбацио апел за помиловање Џулијуса и Етел Розенберг.
- 12. фебруар — СССР прекинуо дипломатске односе са Израелом после бомбашког напада на совјетско посланство у Тел Авиву.
- 28. фебруар — војно-политички савез који су чинили Југославија, Грчка и Турска (обе чланице НАТО). Основан је Уговором о пријатељству и сарадњи у Анкари, а ступио на снагу 29. маја 1953. године. Пакт је требало да служи као средство одвраћања Совјета од експанзије на Балкан.

### Март
- 6. март — Георгиј Маљенков наследио је Јосифа Стаљина, на месту премијера и првог секретара Комунистичке партије Совјетског Савеза.
- 26. март — Амерички микробиолог Џонас Солк објавио да је изумео вакцину против дечје парализе.

### Април
- 30. април — Отворен за посетиоце Железнички музеј у Београду, основан 1950. године.

### Мај
- 29. мај — Новозеланђанин Едмунд Хилари и Непалац Тензинг Норгај, освојили су, први у свету, Монт Еверест, највиши планински врх на свету.

### Јун
- 2. јун — Елизабета II је крунисана као краљица Уједињеног Краљевства, у Вестминстерској опатији.
- 17. јун — Совјетске трупе угушиле побуну у Источној Немачкој.
- 18. јун — Проглашена Република Египат, за председника изабран генерал Мухамад Нагиб, вођа побуне којом је 1952. збачен краљ Фарук I.
- 19. јун — Џулијус и Етел Розенберг, осуђени за шпијунажу у корист СССР, погубљени на електричној столици у америчком затвору Синг Синг.

### Јул
- 10. јул — Совјетски лидер Никита Хрушчов је сменио министра унутрашњих послова Лаврентија Берију, блиског Стаљиновог сарадника и егзекутора у стаљинистичким чисткама.
- 26. јул — Нападом герилаца на касарну „Монкада“ у граду Сантијаго де Куба Фидел Кастро почео борбу против режима диктатора Фулхенсија Батисте.

### Август
- 16. август — У Ирану је покушан државни удар, а шах Мохамед Реза Пахлави је побегао из земље.
- 19. август — У војном удару, уз подршку САД, збачен је ирански премијер Мохамед Мосадик, а шах Мохамед Реза Пахлави вратио се из егзила у Италији да преузме власт.

### Октобар
- 16. октобар — Изашао први број дневног листа Вечерње новости.

## Рођења

### Јануар
- 3. јануар — Сеад Сушић, југословенски и босанскохерцеговачки фудбалер[1]
- 5. јануар — Памела Сју Мартин, америчка глумица[2]
- 6. јануар — Малколм Јанг, аустралијски музичар, суоснивач и ритам гитариста групе AC/DC (прем. 2017)[3]
- 10. јануар — Пет Бенатар, америчка музичарка и глумица[4]
- 13. јануар — Радоман Божовић, српски политичар, премијер Србије (1991—1993)
- 14. јануар — Радмила Живковић, српска глумица[5]
- 21. јануар — Пол Ален, амерички предузетник, суоснивач Мајкрософта (прем. 2018)[6]
- 22. јануар — Џим Џармуш, амерички редитељ, сценариста, глумац, продуцент и композитор[7]
- 23. јануар — Душан Николић Стаја, српски фудбалер и фудбалски тренер (прем. 2018)[8]
- 24. јануар — Даница Максимовић, српска глумица[9]
- 26. јануар — Андерс Фог Расмусен, дански политичар, премијер Данске (2001—2009)[10]
- 27. јануар — Слободанка Ракић Шефер, српска академска сликарка[11]

### Фебруар
- 5. фебруар — Дује Крстуловић, хрватски кошаркаш[12]
- 6. фебруар — Зоран Филиповић, црногорски фудбалер и фудбалски тренер[13]
- 8. фебруар — Мери Стинберџен, америчка глумица и музичарка[14]
- 9. фебруар — Киран Хајндс, северноирски глумац[15]
- 19. фебруар — Кристина Киршнер, аргентинска политичарка, председница Аргентине (2007—2015)[16]
- 21. фебруар — Вилијам Питерсен, амерички глумац[17]
- 25. фебруар — Хосе Марија Аснар, шпански политичар, председник Владе Шпаније (1996—2004)[18]

### Март
- 3. март — Зико, бразилски фудбалер и фудбалски тренер[19]
- 4. март — Роз Лоранс, француска музичарка (прем. 2018)[20]
- 6. март — Снежана Савић, српска глумица и певачица[21]
- 12. март — Павле Грубјешић, српски фудбалер (прем. 1999)[22]
- 16. март — Изабел Ипер, француска глумица[23]
- 16. март — Ричард Сталман, амерички програмер и оснивач фондације за слободни софтвер[24]
- 21. март — Вера Зима, хрватска глумица (прем. 2020)[25]
- 23. март — Ивица Шурјак, хрватски фудбалер[26]
- 24. март — Луј Андерсон, амерички глумац, комичар, сценариста, продуцент, писац и ТВ водитељ (прем. 2022)[27]

### Април
- 1. април — Алберто Закерони, италијански фудбалски тренер[28]
- 1. април — Оливер Ивановић, српски политичар и економиста (прем. 2018)[29]
- 11. април — Бранимир Штулић, југословенски музичар[30]
- 16. април — Џеј О. Сандерс, амерички глумац и драматург[31]
- 23. април — Џејмс Русо, амерички глумац[32]
- 24. април — Ерик Богосијан, амерички глумац, драматург, сценариста и продуцент[33]
- 26. април — Владо Калембер, хрватски музичар[34]
- 28. април — Роберто Болањо, чилеански писац, песник и есејиста (прем. 2003)[35]

### Мај
- 6. мај — Тони Блер, британски политичар, премијер Велике Британије (1997—2007)[36]
- 8. мај — Алекс ван Хејлен, холандско-амерички музичар, најпознатији као суоснивач и бубњар групе Van Halen[37]
- 11. мај — Ђорђе Балашевић, српски музичар, песник, писац и глумац († 2021)[38]
- 15. мај — Богић Богићевић, југословенски и босанскохерцеговачки политичар[39]
- 15. мај — Мајк Олдфилд, енглески музичар[40]
- 16. мај — Пирс Броснан, ирски глумац и продуцент[41]
- 22. мај — Пол Маринер, енглески фудбалер и фудбалски тренер (прем. 2021)[42]
- 24. мај — Алфред Молина, енглески глумац[43]
- 25. мај — Данијел Пасарела, аргентински фудбалер и фудбалски тренер[44]
- 25. мај — Гаетано Ширеа, италијански фудбалер (прем. 1989)[45]
- 29. мај — Дени Елфман, амерички композитор[46]
- 30. мај —  Колм Мини, ирски глумац[47]

### Јун
- 8. јун — Иво Санадер, хрватски политичар, 8. премијер Хрватске[48]
- 13. јун — Тим Ален, амерички глумац и комичар[49]
- 15. јун — Си Ђинпинг, кинески политичар, председник Кине (2013—)[50]
- 15. јун — Славољуб Муслин, српски фудбалер и фудбалски тренер[51]
- 15. јун — Мери Цетинић, хрватска музичарка[52]
- 17. јун — Веља Павловић, српски новинар и ТВ водитељ (прем. 2022)
- 21. јун — Беназир Буто, пакистанска политичарка, премијерка Пакистана у два наврата (прем. 2007)[53]
- 22. јун — Синди Лопер, америчка музичарка и глумица[54]
- 26. јун — Роберт Дави, амерички глумац[55]
- 27. јун — Тања Бошковић, српска глумица[56]

### Јул
- 1. јул — Јадранка Косор, хрватска политичарка и новинарка, 9. премијер Хрватске
- 3. јул — Драган Великић, српски писац[57]
- 3. јул — Нада Топчагић, српска певачица[58]
- 5. јул — Никола Матијашевић, српски одбојкаш и одбојкашки тренер[59]
- 9. јул — Бранко Јеринић, српски глумац[60]
- 10. јул — Стен Буш, амерички музичар[61]
- 13. јул — Оливер Мандић, српски музичар[62]
- 15. јул — Неда Арнерић, српска глумица (прем. 2020)[63]
- 26. јул — Феликс Магат, немачки фудбалер и фудбалски тренер[64]
- 29. јул — Тереза Орловски, немачка порнографска глумица и продуценткиња[65]

### Август
- 1. август — Богдан Диклић, српски глумац[66]
- 8. август — Најџел Менсел, британски аутомобилиста, возач Формуле 1[67]
- 11. август — Халк Хоган, амерички глумац, рвач и рок басиста (прем. 2025)
- 16. август — Мирослав Миша Алексић, српски музичар, најпознатији као басиста групе Рибља чорба (прем. 2020)[68]
- 17. август — Драган Кићановић, српски кошаркаш[69]
- 17. август — Херта Милер, немачка књижевница, добитница Нобелове награде за књижевност (2009)[70]
- 22. август — Бошко Ђорђевић, српски фудбалер[71]
- 27. август — Алекс Лајфсон, канадски музичар и музички продуцент, најпознатији као суоснивач и гитариста групе [72]
- 27. август — Зоран Лилић, српски политичар, 2. председник СР Југославије (1993—1997)
- 27. август — Петер Стормаре, шведски глумац, музичар, драматург, сценариста, продуцент и редитељ[73]

### Септембар
- 6. септембар — Љиљана Хабјановић Ђуровић, српска списатељица[74]
- 11. септембар — Рене Гајер, аустралијска певачица (прем. 2023)[75]
- 14. септембар — Роберт Виздом, амерички глумац[76]
- 22. септембар — Сеголен Роајал, француска политичарка[77]
- 24. септембар — Радош Бајић, српски глумац, сценариста и редитељ[78]

### Октобар
- 4. октобар — Чеки Карјо, француски глумац[79]
- 4. октобар — Андреас Фоленвајдер, швајцарски музичар[80]
- 9. октобар — Тони Шалуб, амерички глумац[81]
- 24. октобар — Бранко Милановић, српски економиста[82]
- 27. октобар — Роберт Пикардо, амерички глумац[83]
- 30. октобар — Чарлс Мартин Смит, амерички глумац, редитељ, и сценариста

### Новембар
- 4. новембар — Марина Туцаковић, српски текстописац (прем. 2021)[84]
- 6. новембар — Жељко Јерков, хрватски кошараш[85]
- 6. новембар — Тони Парсонс, енглески писац и новинар[86]
- 9. новембар — Мерима Његомир, српска певачица (прем. 2021)[87]
- 13. новембар — Франсес Конрој, америчка глумица[88]
- 14. новембар — Доминик де Вилпен, француски политичар, дипломата и писац, премијер Француске (2005—2007)[89]
- 18. новембар — Алан Мур, енглески писац[90]
- 19. новембар — Роберт Белтран, амерички глумац[91]
- 20. новембар — Халид Бешлић, босанскохерцеговачки певач[92]
- 22. новембар — Драган Јовичић, босанскохерцеговачки глумац (прем. 2020)[93]
- 27. новембар — Шеки Турковић, српски певач[94]

### Децембар
- 2. децембар — Драган Стојковић Босанац, српски хармоникаш, композитор, аранжер и продуцент[95]
- 4. децембар — Жан Мари Пфаф, белгијски фудбалски голман[96]
- 8. децембар — Ким Бејсингер, америчка глумица, певачица и модел[97]
- 9. децембар — Џон Малкович, амерички глумац, редитељ, продуцент и модни дизајнер[98]
- 11. децембар — Ричард Картер, аустралијски глумац (прем. 2019)[99]
- 17. децембар — Бил Пулман, амерички глумац[100]
- 18. децембар — Џеф Кобер, амерички глумац[101]
- 19. децембар — Јура Стублић, хрватски музичар, најпознатији као вођа групе Филм
- 21. децембар — Светислав Басара, српски писац
- 25. децембар — Јирген Ребер, немачки фудбалер и фудбалски тренер[102]
- 28. децембар — Ричард Клејдерман, француски пијаниста[103]
- 31. децембар — Џејмс Ремар, амерички глумац[104]

### Непознат датум
- Непознат датум — Бранислав Радишић, српски уметник и новинар.
- Непознат датум — Сава Бојић, српски гитариста, аранжер, продуцент и пратећи вокал.

## Смрти

### Јануар
- 1. јануар — Максим Пуркајев, совјетски генерал
- 1. јануар — Хенк Вилијамс, амерички музичар[105]

### Фебруар
- 11. фебруар — Урош Предић, српски сликар. (*1857)[106]
- 24. фебруар — Герд фон Рундштет, немачки фелдмаршал[107]

### Март
- 5. март — Јосиф Стаљин, револуционар и лидер Совјетског Савеза. (*1879)[108]
- 5. март — Сергеј Прокофјев, руски композитор[109]
- 23. март — Ђорђе Јовановић, српски вајар. (*1861)[110]
- 24. март — Марија од Тека, британска краљица[111]
- 28. март — Џим Торп, амерички атлетичар[112]

### Април
- 2. април — Хуго Шперле, немачки фелдмаршал[113]
- 4. април — Карол II Румунски, румунски краљ[114]
- 11. април — Борис Кидрич, југословенски политичар[115]

### Мај
- 16. мај — Џанго Ренарт, белгијски музичар[116]

### Септембар
- 28. септембар — Едвин Хабл, амерички астроном. (*1889)[117]

### Новембар
- 1. новембар — Марко Цар, српски књижевни критичар, есејиста, путописац и бициклиста. (*1859)[118]
- 9. новембар — Дилан Томас, велшки књижевник[119]

### Децембар
- 23. децембар — Лаврентиј Берија, совјетски политичар. (*1899)[120]

### Непознат датум
- непознат датум — Ђорђе Попара, српски бициклиста. (*1870)

## Нобелове награде
- Физика — Фредерик Зернике
- Хемија — Херман Штаудингер
- Медицина — Ханс Адолф Кребс и Фриц Алберт Липман
- Књижевност — Винстон Черчил
- Мир — Државни секретар САД Џорџ Катлет Маршал
- Економија — Награда у овој области почела је да се додељује 1969. године